# Terrifying Girls' High School: Lynch Law Classroom
Terrifying Girls' High School: Lynch Law Classroom (恐怖女子高校 暴行リンチ教室?, Kyōfu joshikōkō: bōkō rinchi kyōshitsu) è un film del 1973, diretto da Norifumi Suzuki. Secondo lungometraggio della serie Terrifying Girls' High School, è considerato uno dei migliori film appartenenti al genere Pinky Violence, e uno dei più duri e profondi.

## Trama
Un gruppo di studentesse coperte da mascherine rosse compie una flebotomia su una loro compagna, che riesce a scappare. Le ragazze la raggiungono sulla terrazza della scuola e la lanciano dal tetto. La polizia archivia l'omicidio come suicidio.
Noriko, definita "la peggior studentessa del Giappone" e altre due ragazze ribelli e problematiche vengono condotte alla "Scuole della speranza", ovvero la scuola teatro dell'omicidio dell'incipit. Si tratta di una scuola gestita da uomini ma frequentata esclusivamente da ragazze che torturano le altre ragazze che osano ribellarsi. Noriko era molto amica della ragazza uccisa, e inizia a tramare la sua vendetta, con l'aiuto di Maki, una sua vecchia rivale adesso alleatasi con lei, e di un giornalista esperto in ricatti.
In seguito al suicidio di una studentessa, impiccatasi dopo esser stata violentata dal preside, nella scuola scoppia una rivolta, fomentata da Noriko e dalle sue amiche. Le ragazze sfasciano completamente la scuola e si scontrano con la polizia.

## Estetica e stile
Terrifying Girls' High School: Lynch Law Classroom è considerato il film che delineò definitivamente lo stile e le tematiche del regista Norifumi Suzuki e del genere Pinky Violence: torture varie messe in scena senza censure, come una ragazza costretta a fare cinquanta flessioni con una lampadina accesa nella vagina, o un'altra ragazza costretta a trattenere l'urina durante una lezione, un erotismo che stuzzica il voyeurismo dello spettatore (rapporti lesbici mostrati al limite dell'hard) e una critica all'istituzione scolastica giapponese e al bullismo.